# Propiverine
Propiverine (INN) is een anticholinerg geneesmiddel voor de behandeling van de symptomen van overactieve blaas, waaronder urine-incontinentie. Het verhindert het samentrekken van de blaas en verhoogt de hoeveelheid urine die de blaas kan bevatten.
Propiverine werd ontwikkeld door het Oost-Duitse farmaceutische bedrijf VEB Apogepha, tegenwoordig Apogepha Arzneimittel, uit Dresden. Het wordt verkocht onder de merknamen Mictonorm, Propinorm (Duitsland) en Detrunorm (Ierland). Deze middelen bevatten het hydrochloridezout van propiverine (CAS-nummer: 54556-98-8). 
In Nederland is het middel niet geregistreerd; in België wel.

## Bijwerkingen
Vaak tot zeer vaak voorkomende bijwerkingen zijn: droge mond; abnormaal zicht en moeilijkheden bij het focussen; vermoeidheid; hoofd- of maagpijn, indigestie; constipatie.